# Giorgio Bianchi
Giorgio Bianchi (* 18. Februar 1904 in Rom; † 9. Februar 1967) war ein italienischer Filmregisseur, Drehbuchautor und Schauspieler.

## Leben
Bianchi begann nach einem technischen Studium und nach Beschäftigungen in verschiedenen Berufen 1925 als Schauspieler in einem Stummfilm Augusto Geninas und arbeitete in den Jahren bis 1933 mit einigen der bedeutendsten Regisseuren Italiens der damaligen Zeit zusammen. Dann wandte er sich kurz der Synchronarbeit und danach der Regieassistenz zu, bevor er 1942 mit La maestrina (nach der Komödie von Dario Niccodemi) seinen Debütfilm als Regisseur vorlegte. In den Folgefilmen etablierte sich Bianchi als Inszenator nicht banaler Stoffe, aber auch der gelegentlichen Komödie, oftmals nach eigenem Drehbuch. Ab Mitte der 1950er Jahre wandte er sich häufig immer kommerzielleren Stoffen, darunter etlichen Kriminalfilmen, zu. Ein später Höhepunkt seiner komödiantischen Stoffe war 1962 Totò e Peppino diviso a Berlino.

## Filmografie (Auswahl)
- 1942: La maestrina
- 1946: Wer Geld hat, hat mehr vom Leben (Il mondo vuole così)
- 1948: Sklaven des Lasters (Una lettera all'alba)
- 1951: Keine Liebe, aber… aber… (Amor no ho, però… però)
- 1955: Erkauftes Glück (Non c'è amore più grande)
- 1955: Gut Nacht, Herr Advokat! (Buonanotte… avvocato!)
- 1955: Ein Haus voller Unschuldslämmer (Accadde al penitenziario)
- 1957: Luftschlösser (Il conte Max)
- 1958: Sei helle, bleib Junggeselle (Gli zitelloni)
- 1960: Luxusweibchen (Femmine di lusso)
- 1960: Wettlauf mt dem Henker (Chaiamate 22-22 tenente Sheridan)
- 1961: Auf ihr Wohl, Herr Interpol (Mani in alto)
- 1961: Unser Bursche, der Herr Professor (Gli attendenti)
- 1962: Mein Freund Benito (Il mio amico Benito)
- 1962: Totò e Peppino diviso a Berlino
- 1962: Der Mann mit der Schärpe (Il cambio della guardia)
- 1963: Taxifahrer (I quattro tassisti)
- 1967: Garantiert Jungfrau (Assicurasi vergine)